# Federació de Futbol de Nova Zelanda
La Federació de Futbol de Nova Zelanda (en anglès: New Zealand Football o NZF) és l'entitat que dirigeix el futbol a Nova Zelanda. Va ser fundada el 1891 i afiliada a la FIFA el 1948. És membre de la Confederació de Futbol d'Oceania i s'encarrega de la selecció de futbol de Nova Zelanda, a més de totes les categories inferiors d'aquesta.

## Competicions a nivell nacional
La Federació de Futbol de Nova Zelanda s'encarrega de dirigir totes les competicions nacionals. Les competicions principals són les següents:
| - ASB Premiership (lliga nacional) - Copa White Ribbon (copa nacional) - ASB Women's League (lliga femenina) | - Copa Chatham (copa nacional semiprofessional) - National Soccer League (lliga nacional, 1970-2004) |

## Federacions associades
La Federació de Futbol de Nova Zelanda té diverses federacions associades que s'encarreguen de dirigir el futbol semiprofessional a nivell regional. Les federacions associades són les següents (de nord a sud):
| - Federació de Futbol Nord - Federació de Futbol d'Auckland - Federació de Futbol Central - Federació de Futbol de Waikato i Bay of Plenty | - Federació de Futbol Capital - Federació de Futbol Continental - Federació de Futbol Sud |

## Competicions a nivell regional
Les federacions associades amb la Federació de Futbol de Nova Zelanda s'encarreguen de dirigir totes les competicions regionals. Les competicions regionals més importants són les següents (de nord a sud):
| - US1 Premiership - Northern League - Lotto Sport Italia NRFL Division 1 - Lotto Sport Italia NRFL Division 2 | - Central Premier League - Mainland Premier League - FootballSouth Premier League |

## Seleccions
A més, la Federació de Futbol de Nova Zelanda s'encarrega de dirigir totes les seleccions nacionals. Les seleccions nacionals principals són les següents:
| - Selecció masculina - Selecció masculina sub-23 - Selecció masculina sub-20 - Selecció masculina sub-17 | - Selecció femenina - Selecció femenina sub-23 - Selecció femenina sub-20 - Selecció femenina sub-17 |